# 임성훈 (1959년)
임성훈(1959년 11월 9일 ~ )은 대한민국의 정치인이다. 제5대 나주시장을 역임했다.

## 역대 선거 결과
|  | 40.28% |

|  | 40.64% |